# Simplici
Simplici (ur. w VI w. n.e., zm. po 598 r.) – hiszpański duchowny, biskup Seo de Urgel, zachowały się informacje o pełnieniu posługi biskupiej w latach 589, 592 i 599.
W 589 roku brał udział w III Synodzie Toledańskim, w II Synodzie w Saragossie w 592 i w II Synodzie w Barcelonie w 599 r.